# Storia della letteratura latina (V secolo)
Con letteratura latina del periodo 395 - 476 si intende un periodo della storia della letteratura latina il cui inizio è convenzionalmente fissato alla morte dell'imperatore romano Teodosio I (nel 395) e la cui fine è identificata con la deposizione di Romolo Augusto, atto che segna la caduta dell'Impero romano d'Occidente. Faceva parte del cosiddetto periodo della decadenza, chiamato anche imperiale.

## Contesto storico e caratteristiche letterarie
Il periodo del regno di Onorio (395-423) vide l'inizio della vera decadenza dell'Impero romano d'Occidente. Nel corso del 401-403, l'Italia fu invasa dai Visigoti di Alarico, foederati dell'Impero: essi furono affrontati e vinti prima a Pollenzo e poi a Verona dall'esercito romano condotto dal generale Stilicone, il quale tuttavia esitò ad annientare Alarico consentendogli di ritirarsi dall'Italia. È verosimile che Stilicone, difettando di truppe, cercasse un'alleanza con il re visigoto, che d'altronde già in passato aveva combattuto al servizio dei Romani, cercando di coinvolgerlo nella difesa dell'Impero, e per questo avrebbe evitato di annientarlo. Difatti le fonti, alcune anche favorevoli a Stilicone (come Olimpiodoro di Tebe), affermano esplicitamente che Stilicone aveva stretto un'alleanza con Alarico, avendo dapprima l'intenzione di impiegarlo contro l'Impero d'Oriente al fine di costringerlo a restituire all'Occidente romano le diocesi contese dell'Illirico orientale, e poi in Gallia, contro l'usurpatore Costantino III e le orde di Vandali, Alani e Svevi che avevano invaso la regione. Nel corso del 406 la situazione per l'Impero cominciò ad aggravarsi sempre di più: dapprima un'orda di Goti indipendenti da Alarico e condotti da Radagaiso invase l'Italia venendo però sconfitta da Stilicone nei pressi di Fiesole (23 agosto 406), poi il 31 dicembre 406 un'orda di Vandali, Alani e Svevi attraversarono il Reno, invadendo la Gallia e devastandola per tre anni, prima di attraversare i Pirenei e occupare gran parte della Spagna (409). Ad aggravare la situazione per l'Impero contribuirono numerose usurpazioni in Britannia, Spagna e Gallia, già invase dai barbari, e l'esecuzione del generale Stilicone, accusato di tradimento, il 23 agosto 408, a cui seguì una nuova invasione dell'Italia ad opera di Alarico, che sfociò nel Sacco di Roma del 24 agosto 410.
La notizia del sacco di Roma, il sacro suolo rimasto inviolato per 800 anni da eserciti stranieri, ebbe vasta risonanza in tutto il mondo romano ed anche al di fuori di esso. L'imperatore d'Oriente Teodosio II proclamò a Costantinopoli - Nuova Roma tre giorni di lutto, mentre Girolamo si chiese smarrito chi mai poteva sperare di salvarsi se Roma periva:
(Girolamo)
Girolamo, nei suoi scritti, tornò a più riprese sul sacco di Roma. In una lettera scrisse che aveva appena cominciato a scrivere il commento a Ezechiele, quando apprese del sacco della Città Eterna e della devastazione delle province occidentali dell'Impero, notizia che lo rese talmente agitato "che, per usare un proverbio comune, mi ricordavo a malapena il mio nome; e per un lungo tempo rimasi in silenzio, sapendo che erano tempi per le lacrime". Sempre riguardo all'agitazione provata alla notizia del sacco, Girolamo scrisse che "quando in verità la luce fulgidissima di tutte le terre fu distrutta, anzi fu troncato il capo dell'Impero romano e, per dirlo ancora con più chiarezza, in una sola città tutto il mondo è perito, tacqui e ne fui prostrato". Sempre sul sacco di Roma Girolamo scrisse:
In un'altra epistola, Girolamo scrisse che "la città inclita e capitale dell'Impero romano è stata bruciata in un solo incendio; e non vi è alcuna regione che non abbia esuli romani; chiese un tempo sacre si sono trasformate in faville e cenere e, nondimeno, andiamo sempre soggetti ad avarizia". Girolamo si soffermò anche sulle devastazioni provocate dai Vandali, Alani e Svevi in Gallia, e, parafrasando Lucano, giunse ad affermare:
Le devastazioni dei Vandali, Alani e Svevi in Gallia fornirono inoltre lo spunto per numerosi poeti romano-gallici per scrivere componimenti poetici su cui ci si soffermava sullo stato desolante dell'Impero, invaso in ogni provincia. Tra questi spiccano Prospero Tirone, Orienzio e Paolino, vescovo di Beziers.
La decadenza dell'Impero fornì lo spunto agli intellettuali pagani per scagliarsi contro il cristianesimo, accusandolo di essere la cagione della decadenza di Roma, a loro dire non più protetta dalle divinità pagane. A queste accuse risposero Agostino e Orosio, i quali fecero notare che, anche in epoca precristiana, Roma aveva subito disfatte umilianti, come il sacco di Roma ad opera dei Galli Senoni di Brenno, senza che però di ciò fossero accusate le divinità pagane. Agostino si spinse anche oltre, sostenendo che l'Impero romano fosse uno Stato come i tanti altri che gli si erano succeduti, che si era formato tramite la brama di potere e l'uso della violenza, e destinato prima o poi a declinare e a crollare. All'Impero romano Agostino contrappose la Gerusalemme celeste, ovvero il regno dei cieli, basato sulle virtù cristiane, ed esortò i cristiani a giurare vera fedeltà solo al regno dei cieli, senza farsi sedurre dalle tentazioni terrene. Orosio attribuì il Sacco di Roma ad opera di Alarico alla Provvidenza Divina, volta a punire i cittadini di Roma per il loro persistere nel paganesimo, pur nel complesso sminuendo l'impatto del sacco, sostenendo a suo dire che l'Urbe aveva subito danni maggiori nel corso del Sacco di Brenno e dell'incendio avvenuto all'epoca di Nerone e che, già a pochi anni di distanza, se si fossero interrogati gli abitanti di Roma, la sensazione ottenuta da tale interrogazione è che non fosse successo nulla di grave e a testimoniare il sacco sarebbero rimaste solo poche rovine.
Nel corso del regno di Valentiniano III (425-455), nonostante il tentativo del generale Flavio Ezio di tentare di salvare l'Impero, la situazione degenerò ulteriormente: l'Africa andò perduta venendo conquistata dai Vandali, che nel 455 giunsero addirittura a saccheggiare Roma. La perdita del gettito fiscale dell'Africa obbligò il governo imperiale ad alzare la pressione fiscale, già di per sé insostenibile, in quanto era necessario reperire i fondi necessari per il mantenimento dell'esercito. La pressione fiscale sempre più insostenibile, dovuta certamente non solo alla necessità di reperire in altri modi le entrate fiscali perse a causa della perdita dell'Africa ma anche alla corruzione degli esattori delle tasse, portò a sempre più frequenti rivolte di briganti Bagaudi in Gallia (soprattutto Armorica) e in Hispania (soprattutto Tarraconense). Lo scrittore cristiano Salviano di Marsiglia, nella sua opera De gubernatione Dei, scritta tra il 440 e il 450, si scagliò contro la perdita di ogni virtù morale da parte dei Romani, attribuendo il successo delle invasioni barbariche e lo stanziamento dei barbari nelle province romane all'intervento della Provvidenza Divina, volta a punire gli abitanti dell'Impero per la loro immoralità.
Nell'ultimo ventennio dell'Impero si succedettero una serie di Imperatori per lo più insignificanti, ad eccezione di Maggioriano, che tentò di combattere la corruzione con una serie di leggi e, fatto straordinario per l'epoca, si pose al comando dei propri eserciti, divenendo l'ultimo Imperatore di Roma a viaggiare in Gallia e in Hispania nel tentativo disperato di mantenere la sovranità romana, sempre più traballante, anche in quelle regioni; il suo tentativo di invadere l'Africa per recuperarla ai Vandali fallì in seguito alla distruzione della propria flotta ad opera dei pirati vandali, forse coadiuvati da traditori; al suo ritorno in Italia, fu ucciso nel 461 per opera del suo generale Ricimero. Gli succedettero una serie di Imperatori fantoccio sotto il controllo di generali di origini germaniche, come il visigoto Ricimero e il burgundo Gundobado, mentre la Gallia e la Hispania andarono definitivamente perdute, conquistate dai Visigoti di re Eurico. Nel 476, infine, avvenne la rivolta delle truppe mercenarie germaniche che costituivano ormai la maggior parte dell'esercito romano, che, costituite da Sciri, Rugi, Eruli e Turcilingi, elessero loro capo Odoacre e deposero l'ultimo Imperatore d'Occidente Romolo Augusto. Il cronista Marcellino, che scriveva a Costantinopoli all'epoca dell'Imperatore Giustiniano I, così commentò la deposizione dell'ultimo Imperatore d'Occidente:
(Marcellino, s.a. 476.)
A partire dagli ultimi decenni del IV secolo e fino alla deposizione di Romolo Augusto da parte di Odoacre, ed oltre, l'occidente è percorso da fermenti culturali, artistici, religiosi e filosofici che dettero vita a un vero e proprio rinascimento del pensiero romano di espressione latina, che nel secolo e mezzo precedente era stato messo un po' in ombra da quello di lingua greca. Alcuni storici lo definiscono rinascimento teodosiano (o costantiniano-teodosiano), ma c'è chi preferisce definirlo tardo-antico perché non circoscritto al regno di questo imperatore, dilatandosi con il suo ultimo protagonista, il filosofo Severino Boezio, oltre le soglie del VI secolo.
Alla fine del IV secolo, e per molti secoli a venire, Roma era ancora un prestigioso punto di riferimento ideale non solo per l'Occidente, ma anche per l'Oriente. Si ha quasi l'impressione che la sua perdita di importanza politica, definitivamente sancita già in epoca tetrarchica, le avesse quasi assicurato un ruolo di simbolo sovranazionale di un Impero ormai prossimo al collasso definitivo. Fu allora che venne forgiato il mito di Roma. Scrive a tale proposito un celebre storico: «Il mito di Roma, che avrebbe assillato gli uomini del medioevo e del Rinascimento - Roma eterna, Roma concepita come l'apogeo naturale della civiltà destinato a perpetuarsi per sempre - non fu creata dai sudditi dell'Impero romano classico, fu ereditato direttamente dal patriottismo tenace del mondo latino della fine del IV secolo».. Alcuni grandi uomini di cultura di origine greco-orientale sentirono questo richiamo e scelsero il latino come lingua di comunicazione. È il caso dello storico greco-siriano Ammiano Marcellino, e dell'ultimo grande poeta pagano, il greco-egizio Claudiano (nato nel 375 circa), che adottò il latino nella maggior parte dei suoi componimenti (la sua produzione in greco fu senz'altro meno significativa).

## Lingua

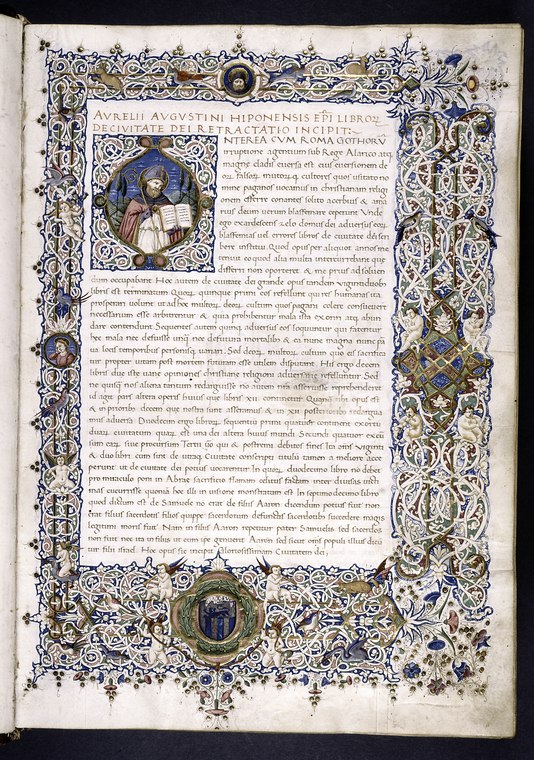
Agostino De Civitate Dei, Folio 1 - New York Public Library

Nella parte occidentale dell'Impero, a differenza che nell'Oriente romano, lingua ufficiale e lingua d'uso coincidevano. Il latino si imponeva infatti in ogni ambito della vita pubblica e privata anche se con modalità regionali e provinciali non sempre agevolmente documentabili. La persistenza di alcuni idiomi preromani (di origine soprattutto celta e fenicia) doveva rivestire ancora una certa importanza nelle zone rurali, ma nelle realtà urbane era molto più limitata. La stessa conoscenza del greco, così diffusa un tempo presso il patriziato, si era andata restringendo, nel corso del IV secolo (o forse ancor prima), agli intellettuali e agli uomini di cultura (come letterati e filosofi) non senza significative eccezioni. Lo stesso Agostino infatti, una delle menti più alte del suo tempo, lamentava la scarsa conoscenza che possedeva della lingua greca. A partire dal 406 circa, l'entrata e lo stanziamento nell'Impero di popolazioni di etnia prevalentemente germanica ruppe la compattezza linguistica di questa parte del mondo romano. Pur tuttavia il latino continuò ad essere l'unica lingua scritta e di cultura della parte occidentale dell'Impero.

## Produzione

### Diritto

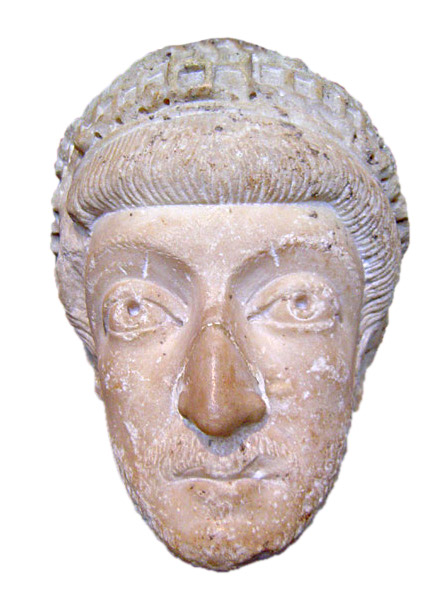
Testa di marmo del V secolo rappresentante l'imperatore romano d'oriente Teodosio II.

Il Codice teodosiano è una raccolta ufficiale di costituzioni imperiali voluta dall'imperatore romano d'oriente Teodosio II (408-450). Venne pubblicata, dopo una fase di gestazione lunga 9 anni, il 15 febbraio 438, ed entrò in vigore, sia nell'Impero romano d'Oriente che in quello Occidente, il 1º gennaio 439. Il primo progetto di codificazione risale al 429. Nel marzo di quell'anno Teodosio II emanò a Costantinopoli una costituzione imperiale ad similitudinem Gregoriani atque Hermogeniani codicis (= C. Th. 1, 1, 4) con la quale diede l'incarico ad una commissione di otto membri di creare due codici: il primo, destinato alla scholastica intentio (ossia agli studiosi del diritto), avrebbe dovuto contenere le costituzioni imperiali, anche non più vigenti, emanate dall'epoca dell'imperatore Costantino I in poi, mentre il secondo, destinato agli operatori del diritto, avrebbe dovuto contenere le costituzioni imperiali vigenti escerpite dai codici Gregoriano ed Ermogeniano e dal codice appena composto. Ad integrazione di esse si sarebbero dovuti aggiungere i brani giurisprudenziali tratti dalle opere dei giureconsulti romani più importanti.
La commissione era composta da sette funzionari imperiali — Antioco, Teodoro, Eudicio, Eusebio, Giovanni, Comazone ed Eubulo — e da un giureconsulto, Apelle; nella redazione del codice ai commissari non fu permesso introdurre interpolazioni dei testi.
Nel dicembre del 435 Teodosio II, resosi conto dell'insuccesso di questo progetto, emanò una nuova costituzione, a noi nota attraverso C. Th. 1, 1, 6, con la quale affidò ad una commissione di 16 membri il compito di redigere un solo codice, contenente costituzioni imperiali da Costantino in avanti. Questa volta i commissari ebbero licenza di interpolare le costituzioni raccolte al fine di adattarle alle nuove esigenze dell'impero. La loro opera vide la luce il 15 febbraio 438.
Nello stesso anno Teodosio II inviò il codice a Valentiniano III (imperatore d'occidente) come regalo di nozze. Ci si aspettava che Valentiniano III emanasse una pragmatica sanctio per l'entrata in vigore del codice, ma non fu così; egli si servì di un certo Fausto (prefetto d'Italia) il quale deteneva una copia del codice e la lesse al Senato affinché fosse approvata. Il Senato romano l'accolse per acclamazione della seduta, ed il codice entrò in vigore il primo giorno dell'anno 439, in tutto il territorio imperiale.
Il Codice teodosiano fu un evento epocale, dato che prima della sua pubblicazione vi erano solo il codice Gregoriano ed Ermogeniano, che ben si distinguono dal Codice teodosiano, dato che furono composti da privati e che probabilmente servivano ai funzionari imperiali per meglio amministrare la giustizia, mentre il Codice teodosiano fu voluto da un imperatore e come tale reso vigente in virtù di una novella (Saepe nostra clementia = Nov. Theod. 1).

### Filosofia e politica

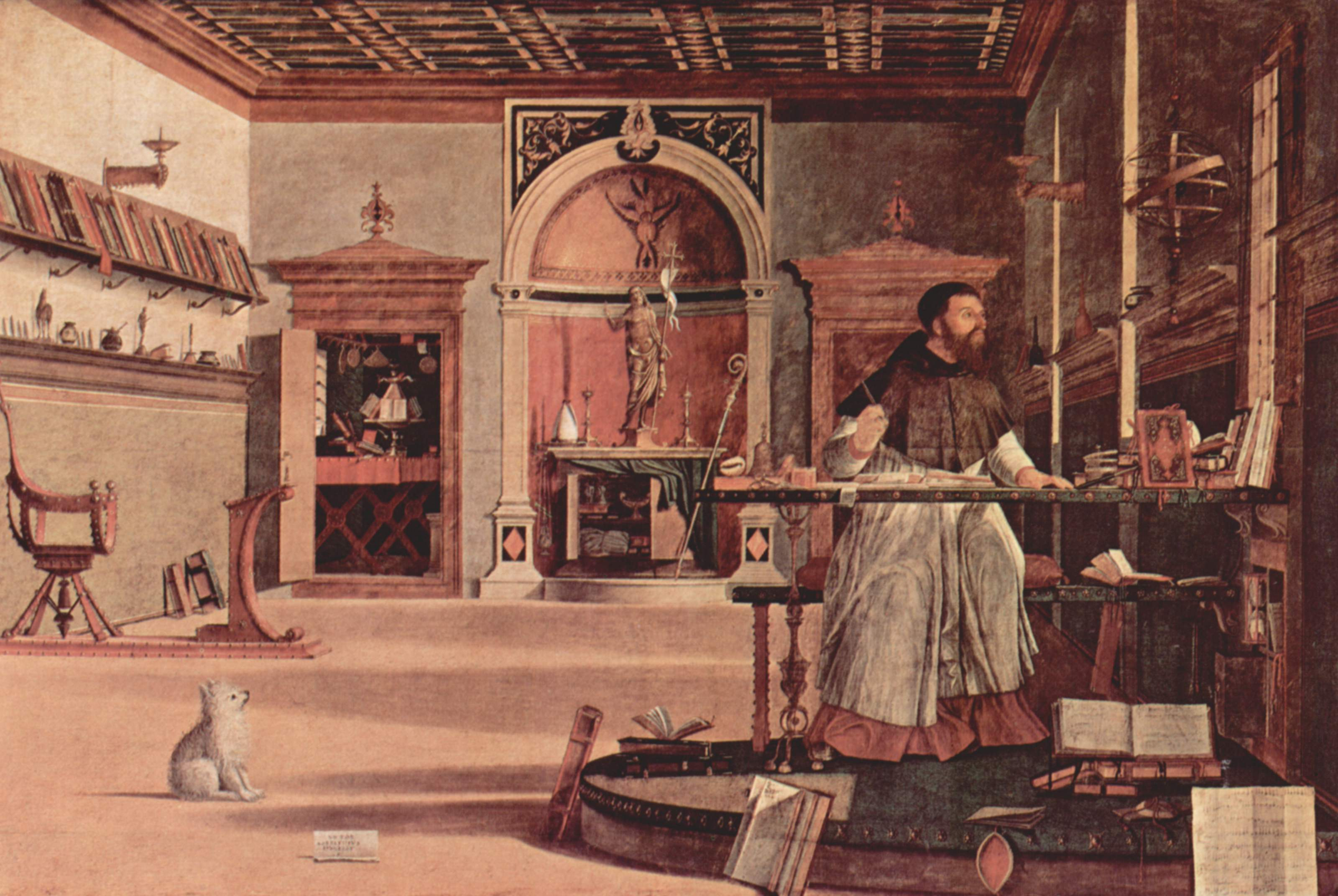
Vittore Carpaccio, Sant'Agostino nello studio

Grande sviluppo ebbe in Occidente, a cavallo fra il IV e V secolo, il pensiero teologico e filosofico dei padri della chiesa di lingua latina su cui primeggiano tre grandi personalità: Ambrogio da Milano (morto nel 397), Girolamo (347-420) e Agostino d'Ippona (354-430).
Il primo, di Treviri, diede uno straordinario impulso al progressivo affrancamento della Chiesa di Roma dal potere imperiale, grazie anche al rapporto privilegiato che intrattenne sia con Graziano che con Teodosio I e, alla morte di quest'ultimo, con il reggente Stilicone. La sua produzione è molto vasta e comprende scritti di carattere esegetico, ascetico e dogmatico, oltre a numerosi discorsi, epistole ed inni. Egli fu infatti il fondatore della innografia in lingua latina di contenuto religioso.
Girolamo, originario di Stridone, città posta fra la Pannonia e la Dalmazia, fu uno dei maggiori eruditi del suo tempo. Fu lui a tradurre l'Antico Testamento dall'originale ebraico in latino. La sua traduzione, la celebre Vulgata, diffusissima durante tutta l'età medioevale, fu l'unica ad essere riconosciuta ufficialmente dalla Chiesa durante il Concilio di Trento (1545-1563). Girolamo è anche ricordato per il De viris illustribus, raccolta di notizie, dati biografici, riflessioni sugli autori cristiani più significativi dei primi quattro secoli dell'era volgare.
Nell'Occidente romano visse ed operò infine Agostino d'Ippona, il filosofo e teologo che, nella storia del cristianesimo, occupa un posto secondo solo a quello di Paolo di Tarso e fu maestro di Tommaso d'Aquino e di Giovanni Calvino.. Fu forse la mente più alta espressa dalla letteratura latina e fu «...in grado di costruire una filosofia ineguagliata da qualsiasi greco contemporaneo».
Nativo di Tagaste, in Numidia, Agostino soggiornò per alcuni anni prima a Roma, poi a Milano, dove ebbe modo di conoscere Ambrogio e ricevere dalle sue mani il battesimo (387). Tornato in Africa, fu ordinato sacerdote (391) e nominato successivamente Vescovo di Ippona. In questa città, assediata dalle orde vandale, Agostino si spense nel 430. Della sua enorme produzione vanno segnalate le Confessiones, capolavoro indiscusso di tutta la memorialistica in lingua latina (redatte nel 397 - 398) e la De civitate Dei nata per difendere i cristiani dalle accuse rivolte ad essi di essere stati i responsabili del sacco di Roma del 410. L'opera si dilatò nel corso degli anni (413 - 427) fino ad includere i temi più svariati (filosofia, diritto, metafisica, ecc.) divenendo una vera e propria Summa Teologica del grande pensatore africano.
Profondamente influenzato da Agostino fu il sacerdote iberico Orosio (attivo fino al 420 circa), che gli fu anche amico oltre che compagno di fede. Orosio scrisse su invito di Agostino le Historiarum adversus paganos libri septem (418) lungo resoconto storico-teologico che da Adamo giunge fino all'anno 417 e che si impernia sul concetto di provvidenza, caro al grande vescovo di Ippona. Subirono la sua influenza anche i galloromani Giovanni Cassiano (360-435 circa) e Claudiano Mamerto (morto attorno al 475)

### Poesia
Anche l'ultimo grande poeta pagano, il greco-egizio Claudiano (nato nel 375 circa), adottò il latino nella maggior parte dei suoi componimenti (la sua produzione in greco fu senz'altro meno significativa) decidendo di passare gli ultimi anni della sua breve esistenza a Roma, dove si spense nel 404. Spirito eclettico ed inquieto, trasse ispirazione, nella sua vasta produzione tesa a esaltare Roma e il suo Impero, dai grandi classici latini (Virgilio, Lucano, Ovidio ecc.) e greci (Omero e Callimaco). Le opere di Claudiano erano per la maggior parte panegirici volti ad esaltare il generalissimo d'Occidente Stilicone e a denigrare i suoi avversari politici, come Rufino ed Eutropio.
Tra i panegiristi è da menzionare anche Merobaude, panegirista di Flavio Ezio, delle cui opere letterarie sono stati fortunosamente rinvenuti ampi frammenti. Il virtuosismo nello stile che emerge dai frammenti pervenuti lascia dedurre che Merobaude, prima di accattivarsi i favori di Ezio ed entrare nella corte di Valentiniano III, dovesse aver ricevuto una seria formazione latina. Da varie fonti risulta che non si dedicò solo alla poesia ma si arruolò anche nell'esercito fino a diventare generale dell'esercito comitatense posto a difesa della Hispania e a ricevere il titolo di patrizio e divenire senatore; per i servigi resi allo Stato, il 30 luglio 435 fu innalzata nel foro di Traiano una statua di bronzo in suo onore. Delle sue opere sono sopravvissute quattro poesie e frammenti mutili di due panegirici dedicati a Ezio, oltre a un poemetto religioso. Il primo panegirico, di cui sono sopravvissute un centinaio di righe mutile, fu composto probabilmente nel 439; il secondo panegirico, di cui sono pervenute all'incirca duecento righe, fu composto nel 443, in occasione del secondo consolato di Ezio. Altro panegirista da menzionare è Sidonio Apollinare, panegirista di diversi degli ultimi Imperatori di Roma (Avito, Maggioriano, Antemio). Sidonio Apollinare fu autore anche di altri componimenti poetici e di un Epistolario. Il suo stile è stato molto spesso criticato per la sua poca chiarezza, per esempio da Samuel Dill:
Resta comunque una fonte importante per lo Stato della Gallia romana nell'ultimo ventennio dell'Impero d'Occidente, considerata la pochezza delle notizie fornite dalle Cronache.
Fra i letterati provenienti dalle province occidentali dell'Impero non possiamo dimenticare il gallo-romano Claudio Rutilio Namaziano, che nel suo breve De reditu suo (417 circa) rese un vibrante e commosso omaggio alla città di Roma che egli era stato costretto a lasciare per tornare nella sua terra di origine, la Gallia. Il primo libro comprende 644 versi, mentre il secondo libro è giunto incompleto, interrompendosi dopo 68 versi con l'arrivo del poeta a Luni. Il suo poema racconta il suo viaggio di ritorno in Gallia ed è testimonianza dello stato di desolazione apportato dai saccheggi dei Visigoti in Italia: poiché i saccheggi dei Goti avevano ormai reso la Via Aurelia impraticabile, privandola delle stazioni di posta, Rutilio Namaziano fu costretto a viaggiare via mare verso la Liguria; nel costeggiare le coste tirreniche, Rutilio constatò che molte città sulla costa, a causa delle devastazioni dei Goti, erano cadute in rovina: e tra esse cita Pyrgi e Populonia. Nell'opera il poeta esprime anche la propria convinzione nella missione civilizzatrice di Roma:
verso entrambi i poli la tua virtù trova il cammino.

Hai fatto di genti diverse una sola patria;

la tua conquista ha giovato a chi viveva senza leggi;

offrendo ai vinti l'unione del tuo diritto

hai reso l'orbe diviso un'unica Urbe.»
Pur non tacendo la propria tristezza per le devastazioni subite dall'Impero, Rutilio Namaziano continua ad essere fiducioso in una ripresa dell'Impero:
e più in alto dalle più ime profondità rimbalzano;

e mentre la fiaccola rovesciata riprende nuova forza

tu, più luminosa dopo la caduta, aspiri al cielo!»
Tra i poeti romano-gallici di una certa rilevanza vanno citati anche Prospero Tirone e Orienzo, che descrissero in versi le tribolazioni che dovettero soffrire le popolazioni galliche nel triennio 407-409, durante l'invasione dei Vandali, degli Alani e degli Svevi. Nel Carmen de providentia Dei, Prospero Tirone scrive:
Anche il Commonitorum scritto dal vescovo di Augusta Ausciorum, Orienzio, descrive lo stesso quadro di terribili devastazioni compiute dagli invasori:
È da menzionare inoltre il Discorso di ringraziamento (Eucharistichos) scritto in versi da Paolino di Pella, letterato nato in Macedonia ma appartenente all'aristocrazia gallo-romana. In tale opera Paolino di Pella offre una testimonianza autobiografica delle conseguenze che ebbero le invasioni soprattutto dei Visigoti della Gallia sui propri averi e sui propri familiari. Paolino di Pella narra che, all'epoca dell'invasione della Gallia Narbonense da parte dei Visigoti di Ataulfo, egli appoggiò gli invasori, ricevendo in cambio la carica di Comes rerum privatarum da Prisco Attalo, imperatore fantoccio sotto il controllo dei Visigoti, nonché l'esenzione di dover ospitare i Visigoti nelle sue proprietà terriere. In seguito alla ritirata dei Visigoti dalla Gallia, una serie di sciagure travolsero, tuttavia, Paolino di Pella: dapprima le sue proprietà terriere furono devastate dai Visigoti in ritirata, poi fu punito con la confisca dei beni per aver appoggiato Attalo, infine una serie di sciagure coinvolsero anche i suoi famigliari. Ritiratosi a Marsiglia, vi trascorse i suoi ultimi anni in povertà. Paolino di Pella, nonostante tutte le sciagure patite, mostra tendenze filogotiche, affermando che non si era affatto pentito per la sua collaborazione con gli invasori goti, nel tentativo di ottenere "la pace gotica", ovvero un compromesso con gli invasori:

### Retorica
L'ultimo grande retore che visse ed operò in questa parte dell'Impero fu il patrizio romano Simmaco spentosi nel 402. Le sue Epistulae, Orationes e Relationes ci forniscono una preziosa testimonianza dei profondi legami, ancora esistenti all'epoca, fra l'aristocrazia romana ed una ancor viva tradizione pagana. Quest'ultima, così ben rappresentata dalla vigorosa e vibrante prosa di Simmaco, suscitò la violenta reazione del cristiano Prudenzio che nel suo Contra Symmachum stigmatizzò i culti pagani del tempo. Prudenzio è uno dei massimi poeti cristiani dell'antichità. Nato a Calagurris in Spagna, nel 348, si spense attorno al 405, dopo un lungo e travagliato pellegrinaggio fino a Roma. Oltre al già citato Contra Symmachum, è autore di una serie di componimenti poetici di natura apologetica o di carattere teologico fra cui una Psychomachia (Combattimento dell'anima), una Hamartigenia (Genesi del Peccato) ed un Liber Cathemerinon (Inni da recitarsi giornalmente).

### Storiografia e biografie storiche
Nel V secolo la storiografia latina attraversò un periodo di decadenza in Occidente. Nessuna storia profana redatta nel V secolo è sopravvissuta. A dire il vero, Renato Profuturo Frigerido scrisse una Storia intorno alla metà del V secolo, ma questa si è perduta, ad eccezione di alcuni frammenti riportati da Gregorio di Tours nella sua Historia Francorum.
Per quanto riguarda la storiografia cristiana, Paolo Orosio redasse una Storia contro i Pagani in VII libri intorno al 420, su richiesta di Agostino d'Ippona. Gli ultimi capitoli del settimo libro riguardano eventi contemporanei a Orosio, mentre il resto dell'opera era una Storia Universale dalla creazione al V secolo.
Le notizie storiche sull'Occidente romano redatte nel V secolo provengono per la maggior parte dalle Cronache, opere in cui i principali avvenimenti di ogni anno vengono riassunti in poche righe, spesso in modo deludente. Capita infatti a volte che avvenimenti di cui sarebbe importantissimo disporre di una trattazione dettagliata vengano riassunti in unico rigo, mentre miracoli, prodigi, apparizioni di comete, ricevono parecchio spazio. Tra le principali Cronache superstiti sono da menzionare le cronache di Prospero Tirone, di Idazio Lemico, la Cronaca Gallica del 452 e la Cronaca Gallica del 511.

### Letteratura cristiana

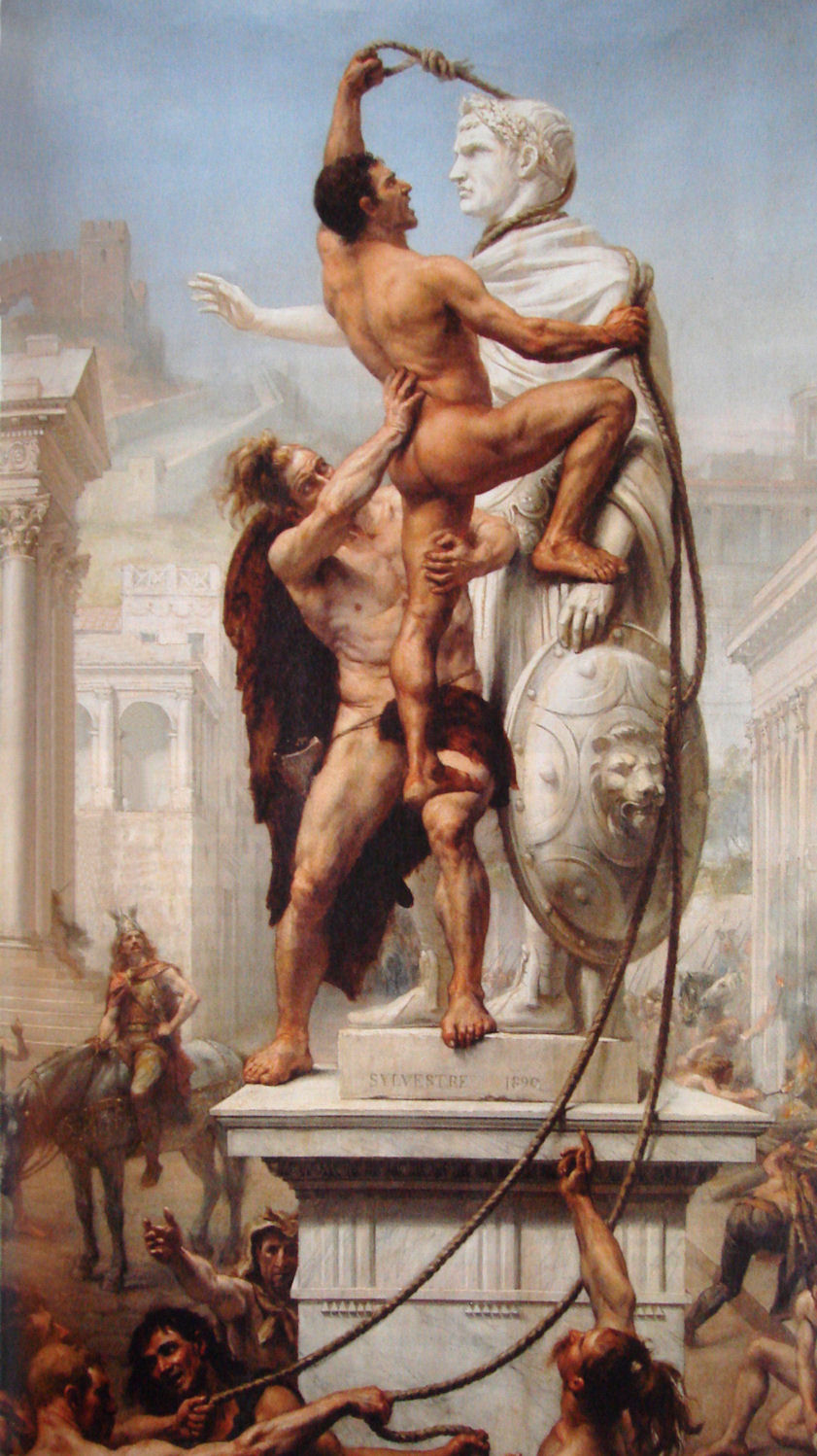
Sacco di Roma ad opera dei Visigoti in un quadro di JN Sylvestre del 1890

In seguito al Sacco di Roma compiuto dai Goti di Alarico, il cristianesimo risultò scosso, e i pagani attribuirono all'introduzione del cristianesimo e al conseguente abbandono del paganesimo la colpa di tutte le calamità che affliggevano in quel periodo l'Impero. Infatti, secondo i pagani, per colpa dell'abbandono degli antichi culti pagani, Roma avrebbe perso la protezione delle divinità pagane, con conseguente declino progressivo dell'Impero.
Proprio in risposta alle tante voci che si levarono contro gli empi monoteisti, accusati di aver suscitato contro Roma la giusta punizione delle divinità, Agostino d'Ippona fu spinto a scrivere il suo capolavoro, De civitate Dei. Nei primi tre libri dell'opera Agostino fa notare (citando episodi narrati da Tito Livio) ai pagani accusatori che anche quando erano pagani i Romani avevano subito tremende sconfitte, senza che però venissero incolpati di questo gli dei pagani:
Secondo Agostino, si possono identificare due città, ovvero due comunità fondamentali in cui sono riuniti gli esseri umani: la città di Dio, cioè la comunità di coloro cui la prescienza divina ha accordato la fede in virtù della sua grazia, e che saranno destinati a salvarsi e risorgere. E la città degli uomini, ovvero la comunità governata dall'amor sui (dall'amore di sé) e delle ricchezze terrene, opposta alla prima. Sebbene scelga come simboli Gerusalemme e Roma, cioè la Chiesa e l'Impero romano, Agostino non identifica mai la città di Dio con la Chiesa (perché anche in essa convivono buoni e cattivi), né fa coincidere la città terrena con uno Stato preciso. Fu questa tuttavia l'interpretazione che allora prevalse tra gli esegeti dell'opera agostiniana, secondo cui la città di Dio è rappresentata sulla terra dalla Chiesa come comunità dei credenti animati dall'amor Dei, mentre la città degli uomini venne identificata in tutto e per tutto con Roma e con il suo impero.
Per proteggere la Chiesa dalle accuse di provocare la dissoluzione della civiltà romana, Agostino aveva piuttosto voluto spiegare che l'Impero aveva sì avuto, fino a un certo momento, la funzione di riunire e sussumere sotto un'unica autorità tutti i popoli dapprima dispersi, ma ora trovava le ragioni della sua decadenza nella suprema volontà di Dio, secondo cui sarà la Chiesa, da questo momento in poi, a guidare gli uomini verso l'unica salvezza possibile, quella rappresentata dalla fede. La sua decadenza non poteva, quindi, essere imputata in alcun modo alla religione cristiana, ma era il frutto di un processo storico teleologicamente preordinato da Dio in funzione della risurrezione di quegli uomini che, vivendo nella misericordia di Dio ed evitando di smarrire la propria libertà nel cedimento alle tentazioni malvagie, avrebbero potuto godere della salvezza divina quando la città degli uomini sarebbe stata distrutta per sempre. In questo senso la decadenza di Roma venne interpretata come un preannuncio di questa prossima distruzione e, quindi, come una esortazione per gli uomini ad abbandonare l'attaccamento alle cose terrene per volgersi al solo Bene rappresentato da Dio; fu un'interpretazione che si protrasse per tutto il Medioevo, specie in seguito alle lotte per la supremazia tra il Papa e il Sacro Romano Impero.
Anche il cristiano Paolo Orosio cercò nella sua Storia contro i pagani di ribattere alle accuse rivolte dai pagani contro i cristiani. Orosio redasse la Storia contro i Pagani in VII libri intorno al 420, su richiesta di Agostino d'Ippona. Agostino voleva che ciò fosse dimostrato in un'opera sé stante analizzando per intero la storia di tutte le popolazioni dell'antichità, e con l'idea fondamentale che Dio determina i destini delle nazioni. In base alla sua teoria, due imperi principalmente avevano governato il mondo: Babilonia a est e Roma a ovest. Roma aveva ricevuto l'eredità di Babilonia tramite gli imperi Macedone e poi Cartaginese. Così sostiene che ci furono quattro grandi imperi nella storia: un'idea ampiamente accettata nel Medioevo. Il primo libro descrive brevemente il mondo e ne traccia la storia dal Diluvio alla fondazione di Roma; il secondo fornisce la storia di Roma fino al sacco della città a opera dei Galli, della Persia fino a Ciro II e della Grecia fino alla battaglia di Cunassa; il terzo si occupa principalmente dell'impero macedone sotto Alessandro Magno ed i suoi successori, così come la storia romana contemporanea; il quarto porta la storia di Roma fino alla distruzione di Cartagine; gli ultimi tre libri trattano solo la storia romana, dalla distruzione di Cartagine fino ai giorni dell'autore. Il lavoro, ultimato nel 418, mostra i segni di una certa fretta. Oltre alle Sacre Scritture e alla Cronica di Eusebio di Cesarea rivista da Girolamo, utilizzò come fonti Livio, Eutropio, Cesare, Svetonio, Floro e Giustino. Conformemente allo scopo apologetico, sono descritte tutte le calamità sofferte dalle varie popolazioni. Sebbene superficiale e frammentario, il lavoro è apprezzabile perché contiene informazioni contemporanee sul periodo dopo il 378. Fu ampiamente utilizzato durante il Medioevo come compendio. L'opera è tramandata da quasi 200 manoscritti.
Lo scopo dell'opera di Orosio era dimostrare che la decadenza dell'Impero non era dovuta all'abbandono del Paganesimo a favore del cristianesimo, che avrebbe provocato la presunta ira delle divinità pagane che si sarebbe ritorta sull'Impero. Orosio risponde alle accuse pagane soprattutto quando narra l'invasione di Radagaiso e l'invasione di Alarico. Nel caso di Radagaiso, scrive che quando questi invase l'Italia, i Pagani cominciarono ad accusare i cristiani per aver fatto sì che Roma non godesse più del presunto appoggio delle divinità pagane, che ora anzi appoggerebbero il pagano Radagaiso; ma poi, a dire di Orosio, Radagaiso sarebbe stato sconfitto nei pressi di Fiesole a causa del favore divino e non per il valore dei soldati romani, smentendo le critiche pagane. Secondo Orosio, inoltre, il Sacco di Roma del 410 compiuto da Alarico era opera della Provvidenza Divina che intendeva punire i cittadini di Roma per la loro degeneratezza e per il loro persistere nel venerare le divinità pagane.
In ogni modo, tale sacco, per Orosio, fu molto meno distruttivo di altri disastri capitati alla capitale quando era pagana, ad esempio dell'incendio ordinato da Nerone nel 64 o del sacco di Roma ad opera dei Galli di Brenno nel 390 a.C.:
(Orosio, Storia contro i Pagani, VII, 39.)
Allo stesso modo, a dire di Orosio, l'occupazione della Spagna da parte dei Vandali, Alani e Svevi, dopo le sofferenze iniziali dovute alla guerra, si risolse addirittura in un miglioramento per le popolazioni romano-ispaniche che si resero conto che era meglio servire sotto i Barbari piuttosto che essere oppressi dai rapaci esattori delle tasse romani. Per Orosio, sia in epoca precristiana che in epoca cristiana, l'Impero era stato colpito da calamità di ogni genere, e in genere tenta di sminuire, conformemente al suo intento apologetico, le calamità subite in epoca cristiana. Le calamità subite eventualmente in epoca cristiana vengono attribuite all'intervento punitivo divino: ad esempio la disfatta di Adrianopoli del 9 agosto 378 viene attribuita al progetto divino di punire l'Imperatore Valente per il suo arianesimo; anche il Sacco di Roma viene sminuito e attribuito all'intento divino di punire i cittadini di Roma per la loro degeneratezza. Orosio era comunque convinto in una ripresa dell'Impero, e infatti verso la fine dell'opera è ottimista sul futuro di Roma in quanto è fiducioso nell'operato del generale Costanzo, convinto che avrebbe risollevato l'Impero.
Questa visione della Provvidenza Divina fu portata alle estreme conseguenze da Salviano di Marsiglia, autore del De gubernatione Dei: in tale opera, in otto libri, Salviano si propose di rispondere alle lamentele dei cristiani per le sciagure che colpivano l'Impero sembrando mettere in dubbio la Provvidenza Divina; Salviano rispose a queste critiche affermando che le sciagure che colpivano l'Impero fossero dovute proprio alla Provvidenza Divina, la quale intendeva punire i degenerati Romani, pieni di vizi, e premiare al contrario i virtuosi Barbari, pieni di virtù. Secondo Salviano, tale punizione era meritata, in quanto i Romani sarebbero, a suo dire, degenerati nell'immoralità e nei vizi: lo scrittore condannò con parole molto dure il rapace sistema di riscossione delle tasse romano, che spingeva a disperazione cotanto estrema la popolazione da spingere molti dei Romani della Gallia e della Spagna o a rifugiarsi presso i Barbari, a dire di Salviano molto più virtuosi dei Romani, oppure a darsi al brigantaggio, diventando così Bagaudi; condannò nel suo scritto anche l'immoralità degli spettacoli e dei giochi del circo, praticati pressoché in tutte le città dell'Impero, tranne in quelle distrutte dalle invasioni o troppo immiserite per poterli celebrare.

## Principali autori del periodo

### Orosio
Nato probabilmente a Bracara, ora Braga, in Portogallo, fra il 380 e il 390, le date di nascita e di morte non sono conosciute con esattezza. Il suo nomen Paulus è stato conosciuto soltanto dall'VIII secolo (e alcuni studiosi lo considerano contestabile). Essendosi presto consacrato al servizio del dio, ordinato prete andò in Africa nel 413 o nel 414. Il motivo per cui ha lasciato il suo paese natale non è conosciuto; ci dice soltanto di aver lasciato la sua terra natia "sine voluntate, sine necessitate, sine consensu" (Commonitorium, I). Si recò da Agostino, a Ippona, per chiedergli dei chiarimenti su alcuni punti della dottrina cristiana relativi all'anima e alla sua origine, punti che venivano messi in discussione dai Priscilliani. Nel 414 preparò per Agostino un Commonitorium de errore Priscillianistarum et Origenistarum (Patrologia Latina, ed. Migne, XXXI, 1211-16; anche, in Priscilliani quae supersunt, ed Schepss, in "Corpus script. eccl. lat.", Vienna, 1889, XVIII, 149. sgg.) al quale Agostino replicò con il suo Ad Orosium contra Priscillianistas et Origenistas. Per trovare una risposta a tali questioni riguardo all'anima e alla relativa origine, Orosio, su consiglio di Agostino (Epist. CLXVI), andò in Palestina, da Girolamo.
Pelagio stava allora tentando di diffondere in Palestina le sue dottrine eretiche, e Orosio aiutò Girolamo e altri nella lotta contro questa eresia. Nel 415 Giovanni, vescovo di Gerusalemme, che era favorevole agli insegnamenti di Origene e influenzato da Pelagio, radunò i preti in un concilio che si tenne a Gerusalemme. In questo concilio Orosio attaccò duramente gli insegnamenti di Pelagio. Ma, poiché Pelagio dichiarò che credeva impossibile che l'uomo potesse diventare perfetto e evitare di cadere in peccato senza l'aiuto di Dio, Giovanni non lo condannò, anzi decise che i suoi avversari avrebbero dovuto sostenere le proprie tesi di fronte a Papa Innocenzo. In seguito alla sua opposizione a Pelagio, Orosio venne in contrasto con il vescovo Giovanni, che lo accusava di aver sostenuto che non è possibile per l'uomo evitare il peccato nemmeno con la grazia di Dio.
In risposta a questa accusa, Orosio scrisse il suo Liber apologeticus contra Pelagium de Arbitrii libertate (Patrologia Latina, XXXI, 1173-1212; Orosii opera, ed. Zangemeister, in "Corpus script. eccl. lat.", V, Vienna, 1882), in cui fa un resoconto dettagliato del Concilio di Diospolis del 415 e tratta in modo libero e corretto le due principali questioni contra Pelagium: la possibilità del libero arbitrio dell'uomo e la perfezione cristiana nel fare la volontà di Dio in terra.
Nella primavera del 416 Orosio lasciò la Palestina per ritornare da Agostino in Africa e di lì a casa. Portò una lettera di Girolamo (Epist. cxxxiv) ad Agostino, come pure le scritture dei due vescovi della Gallia Hero e Lazaro, che in Palestina stavano combattendo contro il Pelagianesimo (cfr. Agostino, Epist. clxxv). Inoltre portò da Gerusalemme le reliquie da poco scoperte del protomartire Stefano e una lettera in latino del presbitero Luciano, che le aveva scoperte (Gennadio, De Viris Illustribus, XXXI, XLVI, XLVII, ed. Czapla, Münster, 1898, 87-89, 104). Dopo un breve soggiorno presso Agostino a Ippona, Orosio cominciò il suo viaggio verso casa ma, raggiunta Minorca, venendo a sapere delle guerre e delle devastazioni dei Vandali in Spagna, ritornò in Africa. Le reliquie di santo Stefano, che aveva lasciato a Minorca, divennero oggetto di una venerazione che si diffuse in Gallia e in Spagna. Sulla conversione di ebrei attraverso queste reliquie, cfr. Severo, De virtutibus ad conversionem Judaeorum in Minoricensi Insula factis, (Patrologia Latina, XLI, 821-32). Orosio ritornò in Africa e, spinto da Agostino, scrisse la prima storia universale cristiana: gli Historiarum adversus paganos libri VII (Patrologia Latina, XXXI, 663 - 1174 o Orosii opera, ed. Zangemeister, in "Corpus script. eccl. lat.", V, Vienna, 1882), pensati come un complemento al De civitate Dei, in particolare al terzo libro, nel quale Agostino dimostra che l'Impero romano soffriva di varie calamità tanto prima quanto dopo l'affermarsi del cristianesimo come religione ufficiale, contro la tesi pagana secondo la quale l'aver abbandonato gli dei romani era stata la causa delle calamità.

### Claudiano
Greco di lingua, apprese la lingua latina sui testi degli autori classici. In tale lingua scrisse la quasi totalità della propria opera. Si trasferì a Roma nel 394 e si conquistò il favore dell'illustre famiglia cristiana degli Anicii componendo un panegirico in onore dei due rampolli Probino e Olibrio, consoli per il 395. Questo componimento attrasse l'attenzione del potente generale Stilicone, tanto che il successivo gennaio (396) Claudiano declamò un panegirico in onore del terzo consolato dell'imperatore Onorio, in realtà un pezzo della propaganda di Stilicone. Nei successivi anni, mentre continuava a comporre opere propagandistiche in favore di Stilicone, ottenne il titolo di vir clarissimus, tribunus e notarius, col quale divenne senatore, e, dal Senato romano, una statua nel foro di Traiano (la solenne iscrizione, ritrovata nel 1493 da Pomponio Leto è ora al Museo archeologico nazionale di Napoli). Di lui si perdono le tracce dopo il 404, anno in cui recitò il panegirico per il sesto consolato di Onorio. L'assenza di riferimenti, nelle sue opere, agli eventi degli anni successivi lascia pensare che proprio nel 404 abbia trovato la morte.
La sua poesia, prevalentemente in esametri (nelle prefazioni, però, prediligeva il distico elegiaco), e quasi tutta d'occasione (De tertio consulatu Honorii Augusti, Epithalamium de nuptiis Honorii et Mariae, le invettive contro Rufino ed Eutropio, rivali di Stilicone, eccetera), trova non di rado accenti di sincerità e vigore, specie nel sentimento della grandezza e della missione civile di Roma e nell'ammirazione per il generale Stilicone, in cui Claudiano vedeva l'estremo baluardo dell'impero incarnante la virtus della romanità ideale (De Consulatu Stilichonis; De bello Gildonico contro l'usurpatore mauritano Gildone; De bello Gothico, sulla vittoria di Stilicone contro Alarico I a Pollenzo). A parte vanno considerati i poemetti mitologici incompiuti, De raptu Proserpinae (in tre libri) e Gigantomachia, nei quali Claudiano fa rivivere lo spirito dello epos virgiliano e il plasticismo di Ovidio. Si è anche conservato un frammento di una Gigantomachia in greco, che, sia per la lingua che per l'impostazione retorica, è probabilmente anteriore alla venuta del poeta a Roma. Spunti di originalità, infine, compaiono nei cosiddetti "carmina minora", silloge di 53 poesie di argomento e soprattutto valore poetico vario (si distinguono, tra tutti, il Epithalamium dictum Palladio v. c. et Celerinae, la Laus Serenae, l'idillio Magnes, l'idillio Phoenix) raccolte molto probabilmente dopo la sua morte in ambiente stiliconiano.

### Sidonio Apollinare
Nacque a Lugdunum in Gallia (moderna Lione, Francia), in una nobile famiglia gallo-romana di rango senatoriale; i suoi avi avevano raggiunto le più alte cariche (prefetto del pretorio, praefectus urbi, ecc.). Nel 452 circa sposò Papianilla, figlia di quell'Avito che fu console (456) e imperatore d'Occidente (455-456); i due ebbero diversi figli, tra cui un maschio, Apollinare, e tre femmine, Severiana, Roscia e Alcima. Era cognato di Agricola ed Ecdicio, probabilmente cugino per parte di madre del senatore gallico Avito. Studiò sotto la guida di Eusebio, probabilmente a Lugdunum o ad Arelate, seguendo le lezioni del monaco Claudiano Mamerto e di Hoenius. Studiò anche il greco. Nel 449 assistette assieme al padre alla declamazione, da parte di Nicezio, di un panegirico in onore del console Astirio; il 1º gennaio 456 fu Sidonio stesso a declamare un panegirico in onore del suocero e imperatore Avito, ricevendo poi una statua nel Foro di Traiano.
Nel 457 Avito morì, e gli succedette al trono Maggioriano, coinvolto nella deposizione del predecessore; le popolazioni della Gallia non riconobbero il nuovo imperatore, il quale marciò contro di esse. Sidonio si schierò contro Maggioriano; si trovava a Lugdunum quando la città fu catturata dall'esercito imperiale e fu preso prigioniero, ma poi liberato. Nel 458 rivolse a Maggioriano una supplica di alleggerire la punizione per Lugdunum sotto forma di un breve componimento poetico; successivamente compose e declamò un panegirico per l'imperatore. Tra il 458 e il 461 tenne una posizione amministrativa minore, probabilmente quella di tribunus et notarius, con Catullino ed Eutropio come colleghi. Nel 461 è attestato come comes; in quell'anno si recò da Clermont ad Arelate, presso la corte di Maggioriano, dove scoprì che gli si attribuiva il componimento di un libello anonimo in cui un personaggio di rilievo era offeso; durante una cena con l'imperatore Sidonio riuscì a scagionarsi. Nel 467 si recò a Roma per portare una petizione a nome delle sue genti all'imperatore, Antemio; il suo contatto presso la corte, Cecina Decio Basilio, gli consigliò di comporre un panegirico in occasione dell'assunzione da parte di Antemio del secondo consolato (1º gennaio 468); il panegirico e l'influenza di Cecina Basilio fecero sì che Apollinare venisse nominato caput senatus e praefectus urbi. Tra i suoi compiti vi fu quello di garantire le forniture di grano all'Urbe. Fu probabilmente nel 468 o 469 che fu nominato patricius. Si dimise da prefetto nel tardo 468 o all'inizio del 469, per evitare di dover presiedere il processo contro Arvando, suo amico.
Nello stesso anno venne scelto come successore di Eparchio al soglio vescovile di Alvernia, più per i suoi influenti referenti politici e per i suoi sforzi di tenere unita la provincia gallica all'impero che per le sue virtù teologali. Apollinare fu attivo nella difesa armata della provincia contro i Visigoti, che conquistarono Clermont nel 474: Apollinare venne imprigionato, ma poi venne liberato per volere di re Eurico, rimanendo vescovo fino alla sua morte.
Nella sua opera, tradizione classica e cristianesimo convivono senza difficoltà sia sul piano dei contenuti che su quello formale; è proprio con lui che comincia quel fenomeno di definizione di un patrimonio culturale atto a superare le precedenti contrapposizioni, da cui erano state angosciate personalità come Girolamo, in nome di una nuova distinzione che vede uniti gli ex "nemici" greci, latini, pagani e cristiani contro il nuovo mondo dei germani. Redasse le seguenti opere:
- Carmina, raccolta pubblicata intorno al 470
- 147 Epistulae divise in nove libri, seguenti la sua ordinazione episcopale, ricalcanti lo stile di Plinio il Giovane
- Missae, contributi alla liturgia gallicana.

### Rutilio Namaziano
Nato forse a Tolosa, fu praefectus urbi di Roma nel 414. L'anno seguente o poco dopo fu costretto a lasciare Roma per far ritorno nei suoi possedimenti in Gallia devastata dall'invasione dei Vandali. Tale viaggio - condotto per mare e con numerose soste, dato che le strade consolari erano impraticabili e insicure dopo l'invasione dei Goti - venne descritto nel De reditu suo, un componimento in distici elegiaci, giuntoci incompleto: l'opera si interrompe al sessantottesimo verso del secondo libro con l'arrivo del protagonista a Luni; ma nel 1973 la paleografa Mirella Ferrari ha ritrovato un nuovo breve frammento del II liber che descrive la continuazione del viaggio fino ad Albenga. L'opera (scoperta nel XV secolo) è ricca di osservazioni topografiche e citazioni di classici latini e greci.
Namaziano è, cronologicamente, l'ultimo autore del mondo letterario latino e pagano, prima dell'età cristiana. Dal punto di vista spirituale, la posizione di Rutilio è quella di un aristocratico pagano che non accetta i tempi nuovi, cioè che rifiuta i culti cristiani, considerati estranei alla tradizione di Roma.

### Altri autori minori
- Agenio Urbico (390 – 410), autore di un'opera sull'agrimensura
- Palladio (408/431 – 457/461), santo e primo vescovo irlandese;
- Prisciano (attorno al 500), grammatico.